# Crisis de los submarinos «fantasmas»
La crisis de los submarinos “fantasmas” se produjo en el segundo año de la Guerra Civil Española cuando entre mediados de agosto y principios de septiembre de 1937 unos submarinos no identificados torpedearon por todo el Mediterráneo una veintena de barcos mercantes soviéticos y españoles que llevaban material militar y otras mercancías desde los puertos de la URSS del Mar Negro a la España republicana.
Los submarinos “fantasmas” eran italianos y actuaban por orden directa de Mussolini que atendió la petición expresa y personal del general Franco que, ante el colapso de las patrullas navales del Comité de No Intervención, quería paralizar a toda costa la llegada de suministros a la República en un momento en que, tras la toma de Bilbao el 19 de junio de 1937, estaba en pleno desarrollo la Campaña del Norte. La amenaza de intervención de la Marina de guerra británica fue lo que puso fin a la campaña de ataques. Para que no se volvieran a repetir los ataques de submarinos “fantasmas” los países europeos que habían suscrito el Pacto de No Intervención en la Guerra Civil Española celebraron a mediados de septiembre de 1937 la Conferencia de Nyon en la que se pusieron las bases para un nuevo sistema de seguridad para la navegación en el Mediterráneo.

## Antecedentes

### La ayuda de la Armada italiana a los sublevados
La carencia de submarinos de la Armada del bando sublevado fue solucionada gracias a la colaboración de la Armada alemana que a finales de 1936 organizó una operación secreta denominada Operación Ursula, que consistía en el despliegue por el Mediterráneo de dos submarinos alemanes que atacarían a los mercantes que se dirigieran a puertos republicanos y a la Armada republicana, y sobre todo gracias a la ayuda de la Armada italiana. La primera "colaboración" italiana se produjo al mismo tiempo que los alemanes llevaban a cabo la Operación Úrsula y consistió en el despliegue de cuatro submarinos que llevaban a bordo cada uno de ellos a un oficial español para que en caso de ser apresados presentarlo como el comandante de la nave y cuya misión era atacar a la flota republicana y a los mercantes soviéticos (y también los de bandera mexicana y española). El mayor éxito de esta operación secreta italiana fue el ataque al crucero republicano Miguel de Cervantes el 22 de noviembre de 1936 en Cartagena que como consecuencia del impacto de un torpedo sufrió graves daños y quedó fuera de servicio durante año y medio (hasta finales de marzo de 1938), ya que en el dique seco de la base de Cartagena no cabía un crucero y hubo que ampliarlo para proceder a su reparación.
Debido a las presiones internacionales las acciones de los cuatro submarinos tuvieron que ser interrumpidas en febrero de 1937. Entonces Italia cedió dos de ellos, el Archimede y el Torricelli, que llegaron a Palma de Mallorca el 13 de abril de 1937 con sus dotaciones y mandos italianos donde se les llamó "C-3" y "C-5" para camuflarlos haciéndolos pasar por dos submarinos republicanos hundidos que habrían sido rescatados. Cuando se descubrió el engaño pocos meses después el "C-3" pasó a llamarse General Sanjurjo y el "C-5" General Mola y en octubre sus dotaciones ya fueron reemplazadas por unas enteramente españolas. Dos meses antes, a finales de agosto de 1937, llegaron a Mallorca cuatro submarinos italianos más (dos modernos, el Galilei y el Ferraris, y dos de menores prestaciones, el Iride y el Onice) que fueron rebautizados con nombres españoles como el Sanjurjo 2, el Mola 2, el González López y el Aguilar Tablada, aunque finalmente fueron llamados L-1, L-2, L-3 y L-4. Pero los cuatro submarinos "legionarios" actuaron muy poco tiempo porque fueron retirados en febrero de 1938 por Italia a causa de la ola de protestas internacionales levantada por el hundimiento de dos mercantes por el General Mola y el General Sanjurjo.

### El fracaso de la patrulla de control naval del Comité de No Intervención
El incidente del Deutschland (29 de mayo de 1937), que como represalia dio lugar al brutal bombardeo de Almería por la flota alemana, provocó que Alemania e Italia abandonaran las patrullas de control, pero dos semanas después Gran Bretaña y Francia consiguieron que volvieran gracias a una declaración del Comité de No Intervención en la que se reconocía el derecho de la potencia afectada a tomar represalias si uno de sus barcos de la patrulla de control era atacado (que es lo que había sucedido con el Deutschland que había sido bombardeado por dos aviones soviéticos republicanos cuando estaba fondeado en aguas de Ibiza) aunque debería consultar antes con las otras tres potencias para intentar llegar a un acuerdo sobre las medidas a tomar. En Berlín se consideró un gran éxito diplomático, aunque no consiguió el apoyo de Gran Bretaña y de Francia cuando se abrió una nueva crisis internacional el 19 de junio de 1937 con motivo del supuesto ataque con torpedos al crucero alemán Leipzig a la altura de Orán que no habían dado en el blanco, ya que ni británicos ni franceses creyeron en la veracidad del incidente (en realidad ninguno de los tres submarinos republicanos que quedaban en el Mediterráneo, el C-1, el B-1 y el B-2, estaba en condiciones de actuar en la zona del presunto ataque) y se negaron a participar en ningún tipo de represalias, como proponían los alemanes, lo que motivó la suspensión de las reuniones del Comité de No Intervención. Por su parte el gobierno republicano español llegó a debatir la propuesta del ministro de Defensa Indalecio Prieto de que la flota atacara a los barcos alemanes que habían bombardeado Almería, lo que hubiera supuesto la guerra con Alemania, pero fue rechazada.

## La crisis
El colapso del sistema de la patrulla de control naval motivó que a principios de agosto de 1937 el general Franco enviara a su hermano Nicolás Franco a Roma para que le pidiera a Mussolini que la marina italiana capturara o torpedeara a los mercantes españoles y soviéticos que se dirigieran a los puertos españoles transportando material bélico desde el Mar Negro, alegando que se iba a producir un aumento notable de los envíos. Mussolini aceptó y desplegó la flota italiana de submarinos apoyada por unidades de superficie a lo largo de todo el Mediterráneo y en seguida comenzaron los ataques.
El primer ataque se produjo en aguas turcas cuando el mercante Armuru fue torpedeado el 19 de agosto de 1937 y en las dos semanas siguientes hubo por lo menos veinte ataques más (la propaganda fascista lo achacó a submarinos republicanos). Gran Bretaña sabía que los ataques habían sido obra de submarinos italianos, aunque Italia lo negaba, porque había descifrado los mensajes intercambiados entre ellos pero no lo podía hacer público porque se delataría que conocía la clave utilizada por la marina italiana. La crisis de los submarinos fantasmas se agudizó cuando el 1 de septiembre el destructor británico Havock, confundido probablemente con un destructor republicano, estuvo a punto de ser alcanzado por un torpedo y más aún cuando al día siguiente el petrolero británico (antes griego) Woodford fue hundido por un torpedo a la altura de Castellón de la Plana.
El gobierno británico amenazó con tomar medidas para parar la campaña de los submarinos “fantasmas”, recibiendo el apoyo del gobierno francés, lo que obligó a Italia a suspender los ataques y a ordenar a los submarinos que volvieran a sus bases, una orden que fue conocida inmediatamente por el Almirantazgo. Al mismo tiempo en la ciudad suiza de Nyon se celebró una conferencia internacional para tratar el tema a la que Italia y Alemania rehusaron asistir y a la que sí acudió la Unión Soviética que había acusado a Italia directamente del torpedeamiento de dos de sus mercantes.

## Consecuencias: la conferencia de Nyon
En la conferencia de Nyon celebrada entre el 11 y el 14 de septiembre de 1937 se acordaron una serie de rutas que debían seguir los mercantes en el Mediterráneo y que serían patrulladas por destructores y aviones británicos y franceses. Finalmente la flota italiana también participó en la patrulla de las rutas gracias a un acuerdo posterior con Gran Bretaña aunque Italia nunca reconoció que los submarinos “fantasmas” eran suyos.
Los acuerdos de la conferencia supusieron un serio revés para el bloqueo que pretendían imponer los "nacionales" sobre el tráfico que se dirigía a los puertos republicanos del Mediterráneo (los submarinos ya no podrían navegar sumergidos), por lo que ahora la estrategia se centraría en el apresamiento o torpedeamiento de barcos en las aguas jurisdiccionales y en los bombardeos de la aviación italiana y alemana (que volaban con insignias de la aviación "nacional") desde sus bases en Mallorca.

No había más alternativa, decía el almirante Cervera [jefe del Estado Mayor], que liarse la manta a la cabeza si se quería frenar la llegada de material enemigo. Los apresamientos y hundimientos afectaron sobre todo a los barcos republicanos (los británicos seguían gozando de la protección de la Royal Navy) y a lo largo de 1937 28 fueron hundidos, 106 apresados y 70 recuperados de otra forma, con lo que los "nacionales" doblaron las toneladas de registro bruto de que disponían al principio de la guerra.